# Pierre Samuel du Pont de Nemours

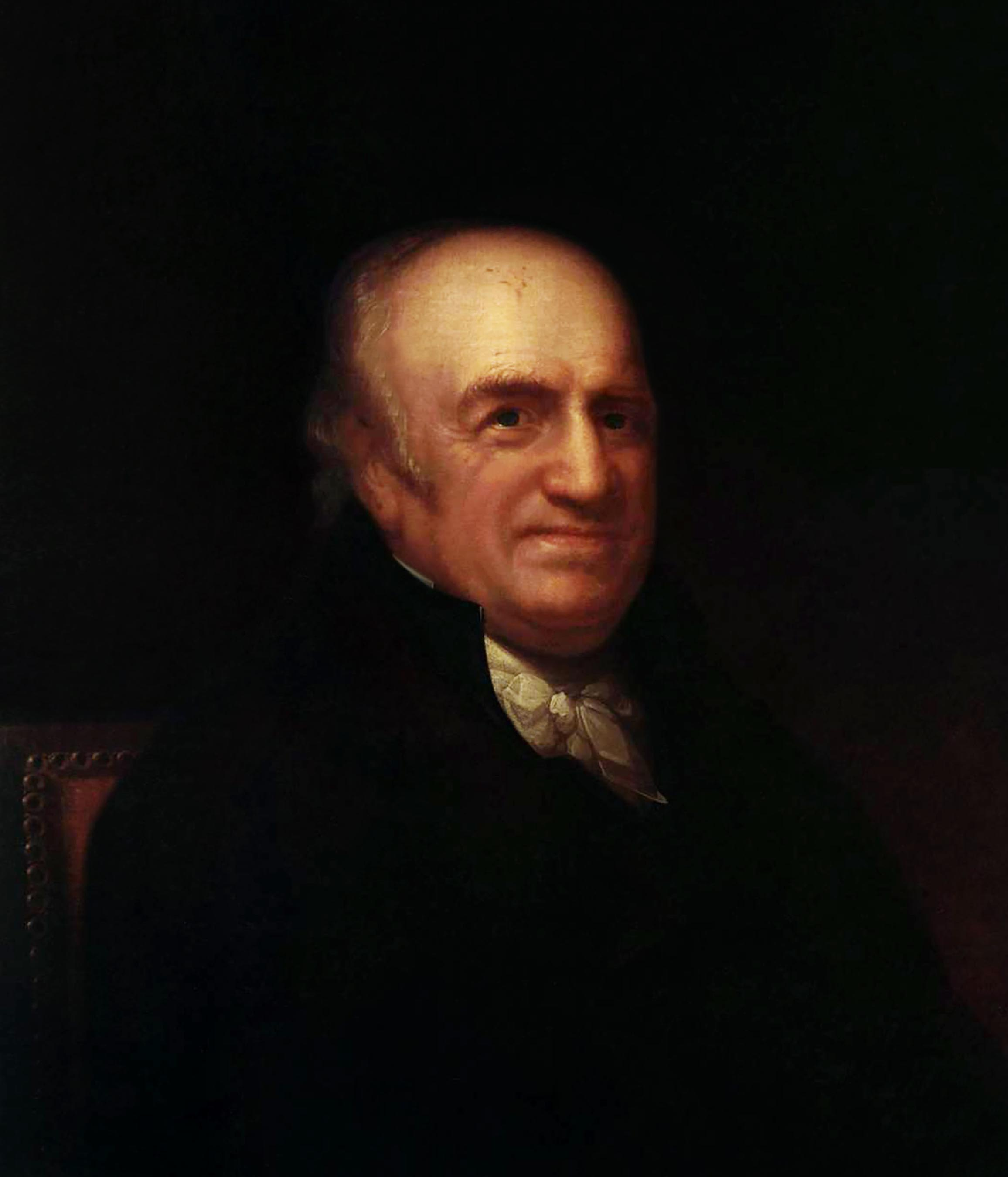
Pierre Samuel du Pont de Nemours

Pierre Samuel du Pont de Nemours (Parijs, 14 december 1739 - Greenville (Delaware), 7 augustus 1817) was  een Franse edelman, schrijver, econoom en ambtenaar. Hij was de vader van Eleuthère Irénée du Pont, de oprichter van E.I. duPont de Nemours and Company, patriarch en stamvader van een van de rijkste Amerikaanse zakelijke dynastieën uit de 19e en 20e eeuw.

## Jeugdjaren
Pierre du Pont werd geboren op 14 december 1739, de zoon van Samuel Dupont en Anne Alexandrine de Montchanin. Zijn vader was een protestantse horlogemaker. Zijn moeder was een telg van uit een verarmde adellijke familie uit Bourgondië. In 1766 trad hij in het huwelijk met Nicole Charlotte Marie Louise le Dée de Rencourt, ook stammend uit een familie uit de lagere adel. Het echtpaar kreeg twee kinderen, onder wie Eleuthère Irénée du Pont, de oprichter van E.I. duPont de Nemours and Company in de Verenigde Staten.

## Ancien régime
Pierre Samuel du Pont de Nemours had een levendige intelligentie en een hoog ambitieniveau. Mede hierdoor raakte hij vervreemd van zijn vader, die wilde dat hij horlogemaker zou worden. Hij bouwde een breed scala van kennissen op met toegang tot het Franse hof. Pierre Samuel du Pont de Nemours werd in de adelstand verheven door middel van zogenaamde "lettres patentes" van koning Lodewijk XVI (1784). Uiteindelijk werd hij de protegé van Dr. François Quesnay, de persoonlijke hofarts van Lodewijk XVs minnares, Madame de Pompadour. Quesnay was de leider van een factie, die bekendstond als de économistes, een groep van liberalen aan het hof, die zich wijdden aan economische en agrarische hervormingen. In de vroege jaren 1760 trokken Pierre Samuels geschriften over de nationale economie de aandacht van intellectuelen als Voltaire en Turgot. Zijn boek Physiocracy , dat lage tarieven en vrijhandel tussen de naties bepleitte, had een diepe invloed op Adam Smith.